# Barragem Romana da Fonte Coberta

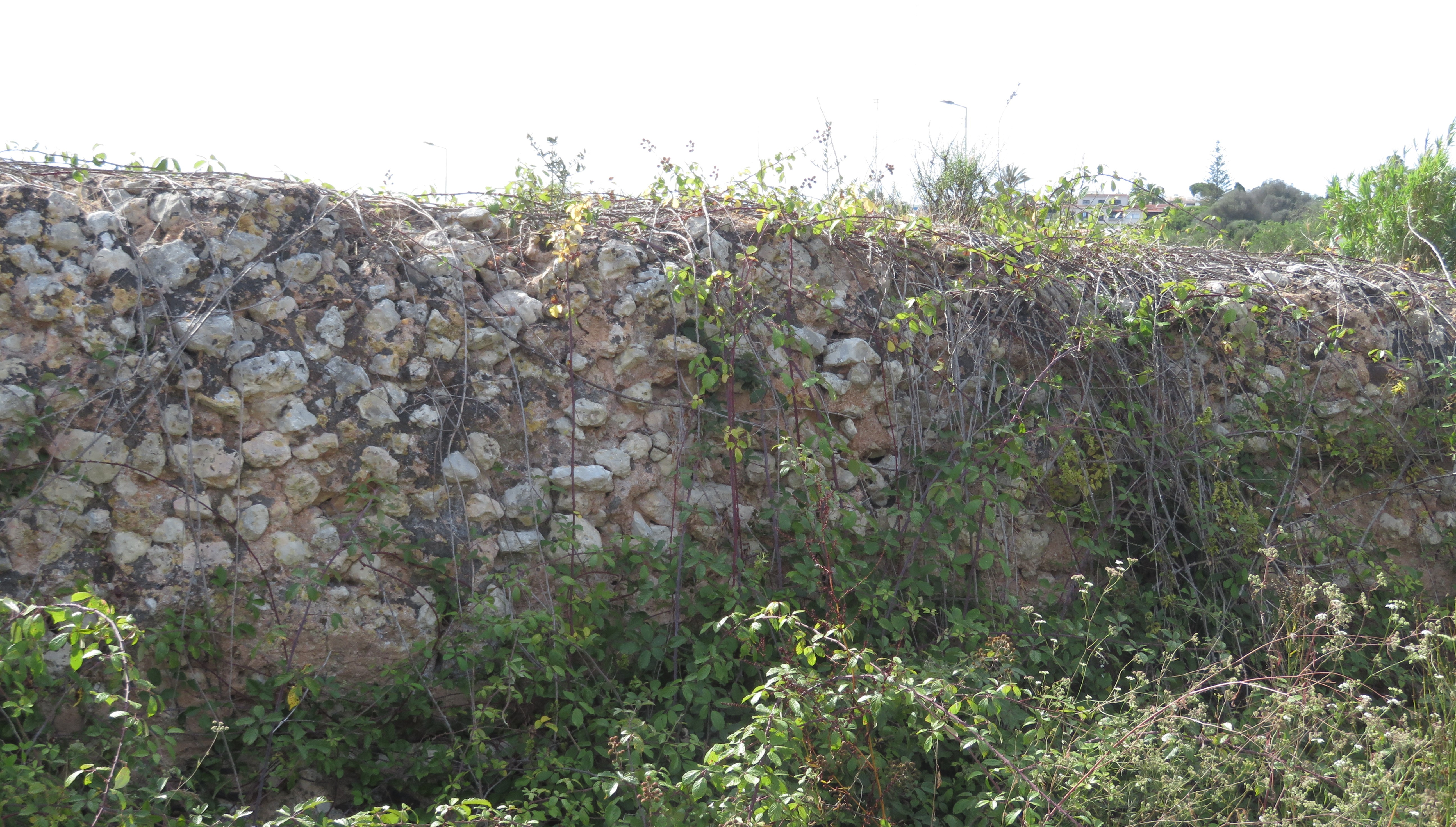
Barragem da Fonte Coberta em 2023

A Barragem romana da Fonte Coberta, ou Sítio da Fonte Coberta, é uma antiga estrutura hidráulica de provável origem romana situada junto à cidade de Lagos, na região do Algarve, em Portugal.
Foi classificada como Imóvel de Interesse Público pelo Decreto n.º 26-A/92, de 1 de Junho.

## Descrição
A barragem consiste num paredão de planta rectilínea e de secção rectangular, com cerca de 36,5 m de comprimento, 2,5 m de espessura, e 2,37 a 1,3 m de altura. Esta estrutura é formada por pequenos blocos de pedra argamassados em cal e areia, no antigo sistema romano de Opus caementicium, dispostos em várias camadas, o que pode indicar a presença de várias fases sucessivas de construção. Com efeito, ainda são visíveis in situ as várias camadas, além de alguns furos onde foram encaixadas as tábuas na horizontal, para fazer a cofragem. O muro corre de Nordeste para Sudoeste, formando originalmente uma albufeira na vertente Norte.
Está situada no leito de uma antiga ribeira, na zona da Fonte Coberta, a cerca de 1,5 Km da cidade de Lagos.  Anexo ao lado Sul do paredão está um edifício, de construção muito posterior.
As suas funções originais não estão bem esclarecidas, com alguns autores a argumentar que seria utilizada principalmente para irrigação, enquanto que uma outra teoria é que serviria para abastecer de água a antiga cidade de Lacóbriga.

## História
Esta estrutura terá sido construída durante o período romano. Foi inicialmente identificada pelo historiador algarvio Estácio da Veiga durante a segunda metade do século XIX, que assinalou a presença de parte do antigo muro da barragem. Já nessa altura, a barragem estava quase totalmente destruída, com várias partes muito incompletas. Foram encontrados outros vestígios arqueológicos na zona da barragem, principalmente fragmentos de peças em barro cozido.
Em 2010, foram feitos trabalhos arqueológicos de acompanhamento nas ruínas da barragem, que se iniciaram com uma operação de desmatação, utilizando meios mecânicos. Depois da estrutura ter sido posta a descoberto, foi feita uma limpeza manual, de forma a se proceder ao estudo da barragem e do edifício anexo. Verificou-se que o muro atingia uma altura entre os 2.37 m e os 1,30 m, valor menor do que registado nas investigações anteriores, pelo que o local terá sido progressivamente atingido por um processo de assoreação. Em Dezembro de 2022, a delegação de Lagos do partido Bloco de Esquerda criticou as condições em que se encontrava o património histórico da cidade, incluindo as antigas muralhas, tendo apontado a Barragem romana da Fonte Coberta como um dos elementos de património arqueológico que não podiam ser visitados pelo público ou estavam a ser desprezados pelo governo.

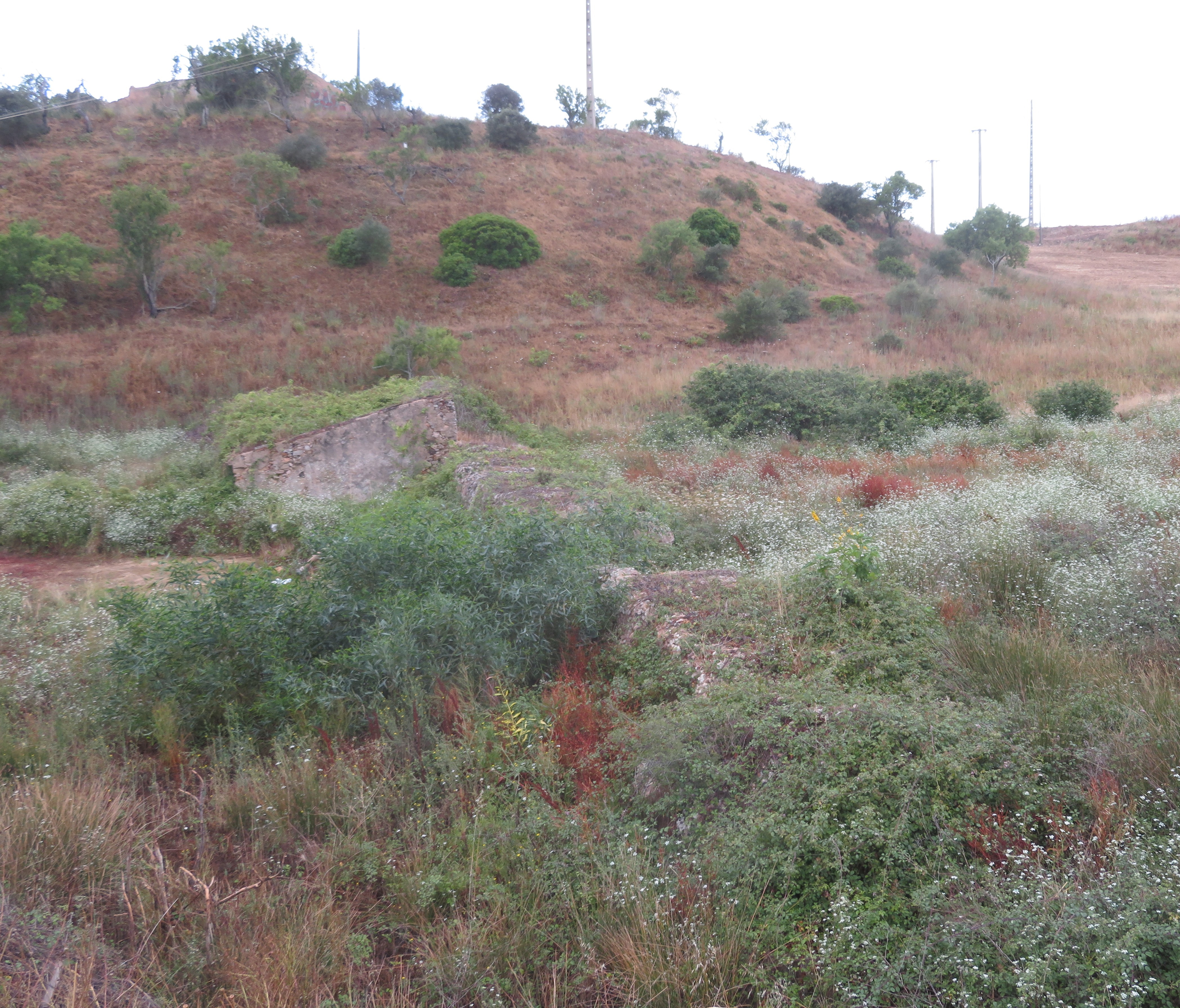
Alçado lateral do conjunto, em 2023
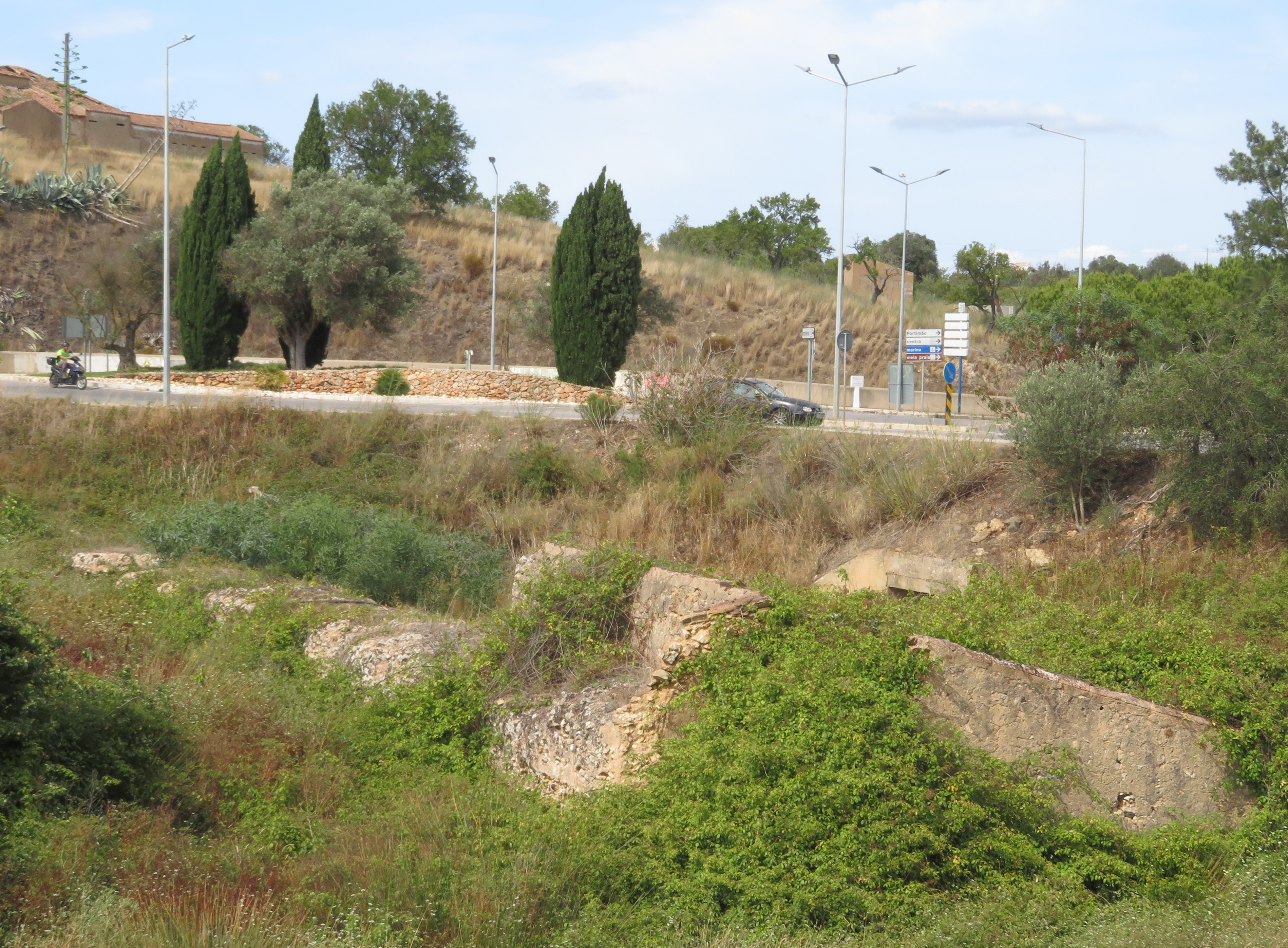
Barragem da Fonte Coberta em 2023
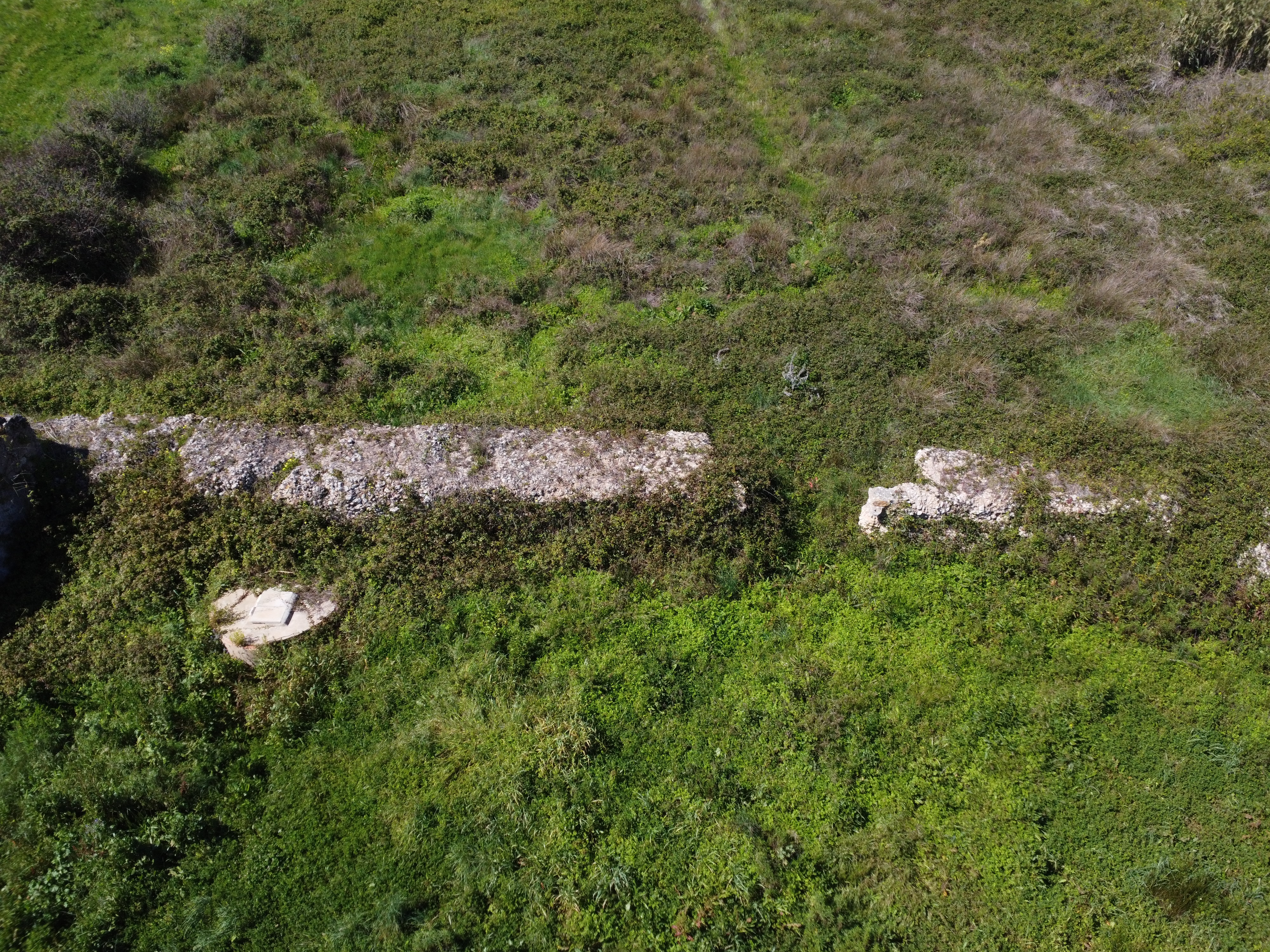
Fotografia aérea da Barragem da Fonte Coberta em 2024